# Premio Guldbagge per la migliore sceneggiatura

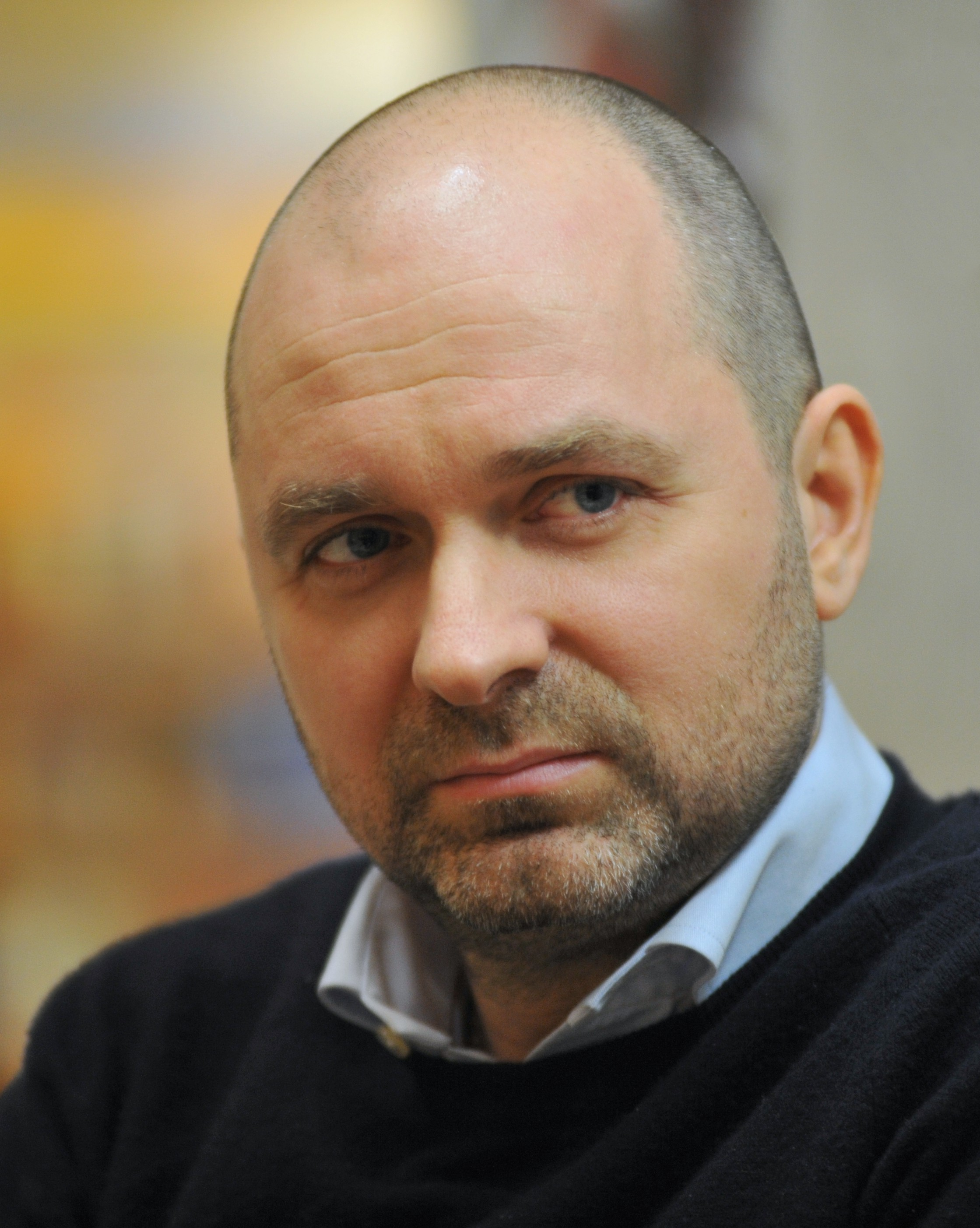
Lukas Moodysson ha ottenuto il premio tre volte, nell'edizione del 1999, del 2003 e del 2024

Il Premio Guldbagge per la migliore sceneggiatura (Guldbaggen för bästa manuskript) è un premio assegnato annualmente dal 1988 nell'ambito del premio svedese di cinematografia Guldbagge alla migliore sceneggiatura dell'anno di produzione nazionale.

## Albo d'oro
I vincitori sono indicati in grassetto, a seguire gli altri candidati.

### Anni 1980-1989
- 1988: - Bengt Danneborn e Lennart Persson - Det är långt till New York
- 1989: - Stig Larsson e Åke Sandgren - Miraklet i Valby

### Anni 1990-1999
- 1990: - Kjell Grede - God afton, Herr Wallenberg
- 1991: - Clas Lindberg - Underjordens hemlighet
  - Marianne Goldman - Freud flyttar hemifrån...
  - Per Olov Enquist - Il capitano
- 1992: - Ingmar Bergman - Con le migliori intenzioni (Den goda viljan)
  - Kjell-Åke Andersson e Magnus Nilsson - Min store tjocke far
  - Colin Nutley - Änglagård
- 1993: - Daniel Alfredson e Jonas Cornell - Mannen på balkongen
  - Åke Sandgren - Colpo di fionda (Kådisbellan)
  - Niklas Rådström - Tala! Det är så mörkt
- 1994: - Peter Dalle e Rolf Börjlind - Yrrol – En kolossalt genomtänkt film
  - Richard Hobert- Le mani (Händerna)
  - Ulf Stark - Sixten
- 1995: - Jonas Gardell - Pensione Oskar (Pensionat Oskar)
  - Hannes Holm e Måns Herngren - En på miljonen
  - Kristian Petri e Stig Larsson - Sommaren
- 1996: - Per Olov Enquist - Hamsun
  - Björn Carlström e Kjell Sundvall - Jägarna
  - Harald Hamrell, Mats Wahl e Sara Heldt - Vinterviken
- 1997: - Annika Thor - Sanning eller konsekvens
  - Hannes Holm e Måns Herngren - Adam & Eva
  - Hans Renhäll - Tic Tac
- 1998: - Lukas Moodyson - Fucking Åmål - Il coraggio di amare (Fucking Åmål)
  - Anders Grönros - Glasblåsarns barn
  - Klas Östergren e Lisa Ohlin - Veranda för en tenor
- 1999: - Ulf Stark - Un sogno realizzato (Tsatsiki, morsan och polisen)
  - Fredrik Lindström - Vuxna människor
  - Malin Lagerlöf - Vägen ut

### Anni 2000-2009
- 2000: - Roy Andersson - Canzoni del secondo piano (Sånger från andra våningen)
  - Lukas Moodysson e Peter Birro - Det nya landet
  - Lukas Moodysson - Together (Tillsammans)

2001: - Hans Gunnarsson e Mikael Håfström - Leva livet
- - Bille August- En sång för Martin
  - Jacques Werup e Jan Troell - As White as in Snow (Så vit som en snö)
- 2002: - Lukas Moodysson - Lilja 4-ever
  - Peter Birro- Bäst i Sverige!
  - Sara Heldt - Grabben i graven bredvid
- 2003: - Björn Runge - Alle prime luci dell'alba (Om jag vänder mig om)
  - Jonas Frykberg- Detaljer
  - Hans Gunnarsson e Mikael Håfström - Evil - Il ribelle (Ondskan)
- 2004: - Maria Blom - L'amore non basta mai (Masjävlar)
  - Tomas Alfredson, Robert Gustafsson, Jonas Inde, Andres Lokko, Martin Luuk, Johan Rheborg e Henrik Schyffert - Fyra nyanser av brunt
  - Carin Pollak, Kay Pollak e Margaretha Pollak - As It Is in Heaven (Så som i himmelen)
- 2005: - Lena Einhorn - Ninas resa
  - Björn Runge- Mun mot mun
  - Josef Fares - Zozo
- 2006: - Hans Renhäll e Ylva Gustavsson - Förortsungar
  - Fredrik Wenzel e Jesper Ganslandt - Falkenberg Farewell (Farväl Falkenberg)
  - Anders Nilsson e Joakim Hansson - Racconti da Stoccolma (När mörkret faller)
- 2007: - Roy Andersson - You, the Living (Du levande)
  - Johan Kling - Darling
  - Kjell Sundstedt - Den nya människan
- 2008: - John Ajvide Lindqvist - Lasciami entrare (Låt den rätte komma in)
  - Erik Hemmendorff e Ruben Östlund - Involuntary (De ofrivilliga)
  - Agneta Ulfsäter-Troell, Jan Troell e Niklas Rådström - Maria Larssons eviga ögonblick
- 2009: - Ulf Malmros - Bröllopsfotografen
  - Karin Arrhenius- Flickan
  - Teresa Fabik- Prinsessa

### Anni 2010-2019
- 2010: - Lisa Langseth - Till det som är vackert
  - Andreas Öhman e Jonathan Sjöberg - I rymden finns inga känslor
  - Lolita Ray e Pernilla August - Beyond (Svinalängorna)
- 2011: - Josefine Adolfsson e Lisa Aschan - Apflickorna
  - Ruben Östlund- Play
  - Pernilla Oljelund- Stockholm Östra
- 2012: - Gabriela Pichler - Äta sova dö
  - Marietta von Hausswolff von Baumgarten - Call Girl
  - Malik Bendjelloul - Searching for Sugar Man
- 2013: - Anna Odell - Återträffen
  - Lisa Langseth- Hotell
  - Cilla Jackert- Känn ingen sorg
- 2014: - Ruben Östlund - Forza maggiore (Turist)
  - Klas Östergren - Gentlemen
  - Ester Martin Bergsmark e Eli Levén - Nånting måste gå sönder
- 2015: - Peter Grönlund - Tjuvheder
  - Sanna Lenken - My Skinny Sister (Min lilla syster)
  - Ronnie Sandahl - Svenskjävel
- 2016: - Johannes Nyholm - Jätten
  - Jan Vierth e Anders Sparring - Bajsfilmen – Dolores och Gunellens värld
  - China Åhlander, Dragan Mitić e Goran Kapetanovic - Min faster i Sarajevo
  - Sara Nameth - Yarden
- 2017: - Amanda Kernell - Sami Blood (Sameblod)
  - Maud Nycander, Jannike Åhlund e Kersti Grunditz Brennan - Citizen Schein
  - Can Demirtas e Ivica Zubak - Måste gitt
  - Ruben Östlund - The Square
- 2018: - Peter Grönlund - Goliat
  - Gabriela Pichler e Jonas Hassen Khemiri - Amatörer
  - Ali Abbasi, Isabella Eklöf e John Ajvide Lindqvist - Border - Creature di confine (Gräns)
  - Gunnar A.K. Järvstad - Trädgårdsgatan
- 2019: - Levan Akin - And Then We Danced
  - Roy Andersson - Sulla infinitezza (Om det oändliga)
  - Lisa Aschan - Ring mamma!
  - Erlend Loe - Quick

### Anni 2020-2029
- 2020: - Uje Brandelius - Spring Uje spring
  - Josephine Bornebusch e Gunnar A.K. Järvstad - Orca
  - Maria Bäck- Psykos i Stockholm
  - Amanda Kernell - Charter
- 2021: - Nathalie Álvarez Mesén e Maria Camila Arias - Clara Sola
  - Manuel Concha - Suedi
  - Hogir Hirori- Sabaya
  - Janne Vierth - Apstjärnan
- 2022: - Tarik Saleh - La cospirazione del Cairo (Boy from Heaven)
  - David Lagercrantz - Zlatan (Jag är Zlatan)
  - Lovisa Sirén - Maya Nilo (Laura)
  - Ruben Östlund - Triangle of Sadness
- 2023: - Lukas Moodysson - Tillsammans 99
  - Abbe Hassan e Kristoffer Cras - Exodus
  - Milad Alami - Opponent (Motståndaren)
  - Axel Petersén - Syndabocken
- 2024: - Ernst De Geer e Mads Stegger - Hypnosen
  - Filip Hammar e Fredrik Wikingsson - Den sista resan
  - Frida Kempff e Marietta von Hausswolff von Baumgarten - Den svenska torpeden
  - Levan Akin - Crossing (Passage)